# 국민아나키즘

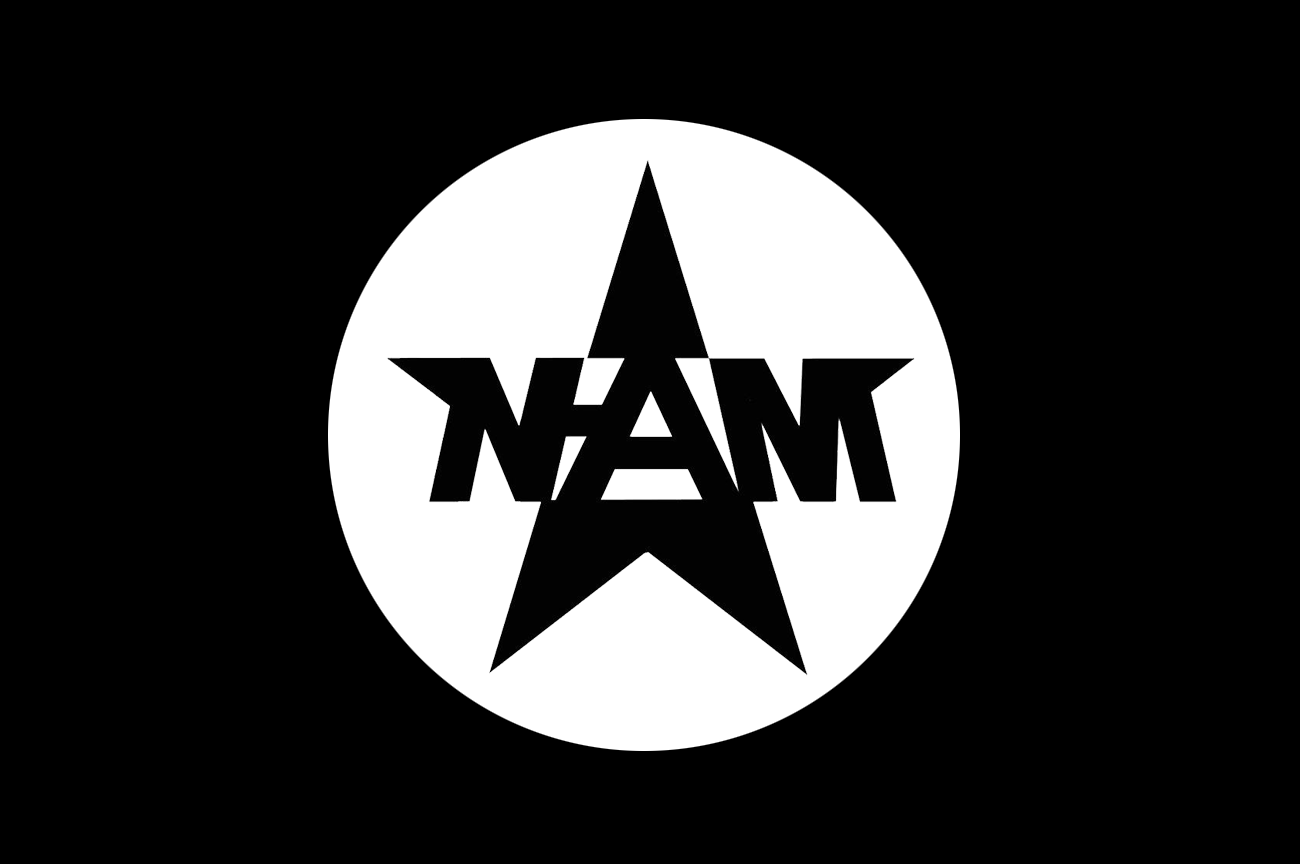
국민아나키즘 전선의 상징

국민아나키즘(國民無政府主義, 영어: National-Anarchism)은 국민주의와 아나키즘을 결합한 사상이다. 정치적으로는 급진주의를 표방하며 반국가주의적인 정치 사상이다. 국민아나키즘은 반공주의, 반자본주의적인 제3의 위치에 존재하는 사상이다. 또한, 초국적 자본주의로 말미암은 제국주의에 대항하기 위해 반제국주의적인 민족 운동 전개와 다문화-다인종 정책에 반대하는 인종주의적인 사상도 합해져 왔다. 국민아나키스트들은 국가를 해산하여 단일 민족의 현대 부족국가를 지향해야 한다고 주장하며, 그것은 곧 단일민족화된 자치체 형태의 결집체로 나타난다.

## 개요
'국민아나키즘'이라는 용어는 독일의 보수파 학자였던 헬멋 프랭크(독일어: Helmut Franke)에 의해 1920년 처음으로 등장했다. 이 당시 독일의 학자인 윙어(독일어: Ernst Jünger)는 '국민아나키즘 전선'을 결성했다. 그러나 제2차 세계 대전 종전 후 국민주의를 주요 이념으로 하던 이탈리아와 독일 제국의 파시즘 만행이 드러나면서 1940년부터 급속하게 위축 되었다. 그러나 1980년대 중반에 새로운 우익 정치, 보수혁명, 반권위주의를 주장하던 영국의 사상가인 트로이 사우스게이트(영어: Troy Southgate)에 의해 다시금 등장하여 1990년대에 대중적인 사상으로 인정받았었다. 국민아나키스트 자신들은 좌익의 정치와 우익의 정치를 총 망라한 정치 세력이라고 표현한다. 하지만 그와 동시에 좌익의 진영과 우익의 진영으로부터 크게 비판받는 사상이기도 하다.

## 비판
일단 국민아나키즘을 비판하는 주류 학자들은 대부분 전통적 보수주의를 표방하는 우익 학자들이다. 그들은 국민아나키즘은 겉으로는 우익 정치 같지만 급진주의를 표방하는 위험성이 높은 사상이라 평한다. 또한 좌익과 우익 양 진영에서 비판을 받는다. 좌익 측에서는 국민아나키즘은 현대 사회 과제에 대해 정교하게 문제를 제기하고 체계화된 일반적이고 보편화 된 좌파적 아나키즘(또는 그와 같은 자유지상주의적 사회주의 분파류)의 사상을 악용하고 단순히 네오 파시즘적인 해결책을 제시하고 있다고 비판하고 있다. 우익 쪽에서는 국민아나키즘은 아나키즘의 좌파적인 역사적, 철학적 배경을 고려하지 않고 단순히 자신들을 아나키스트를 자칭하는 것으로 과격파의 바람을 바라고 있다고 비판하고 있다.

## 같이 보기
- 국민주의
- 급진주의
- 파시즘
- 제3의 위치

## 관련 서적
- Dahl, Göran (1999). 《Radical Conservatism and the Future of Politics》. London: SAGE Publications. ISBN 0-7619-5414-7.
- Fyodorov, Miron (February 2006). “Interview with Troy Southgate”. 《Kinovar》. 2010년 4월 9일에 원본 문서 (reprint)에서 보존된 문서. 2008년 3월 9일에 확인함.
- Goodrick-Clarke, Nicholas (2003). 《Black Sun: Aryan Cults, Esoteric Nazism and the Politics of Identity》. New York: New York University Press. ISBN 0-8147-3155-4.
- Griffin, Roger (March 2003). “From slime mould to rhizome: an introduction to the groupuscular right” (PDF). 《Patterns of Prejudice》 37 (1): 27–63. doi:10.1080/0031322022000054321. 2009년 3월 6일에 원본 문서 (PDF 285.9 KB)에서 보존된 문서. 2008년 12월 18일에 확인함.
- Macklin, Graham D. (September 2005). “Co-opting the counter culture: Troy Southgate and the National Revolutionary Faction”. 《Patterns of Prejudice》 39 (3): 301–326. doi:10.1080/00313220500198292. 2009년 2월 17일에 확인함.
- Sanchez, Casey (Summer 2009). “'National Anarchism': California racists claim they're Anarchists”. 《en:Intelligence Report》. 2009년 10월 19일에 원본 문서에서 보존된 문서. 2009년 12월 25일에 확인함.
- Southgate, Troy (2007). 《Tradition and Revolution: Collected Writings of Troy Southgate》. Aarhus: Integral Tradition Publishing. ISBN 978-87-92136-02-2.
- Sturgeon, Wayne John (2001). “Synthesis editor Troy Southgate interviewed by Wayne John Sturgeon”. 《en:Alternative Green》. 2010년 4월 9일에 원본 문서 (reprint)에서 보존된 문서. 2008년 3월 14일에 확인함.
- Sunshine, Spencer (Winter 2008). “Rebranding Fascism: National-Anarchists”. 《en:The Public Eye》 23 (4): 1, 12. 2009년 11월 12일에 확인함.
- Sykes, Alan (2005). 《The Radical Right in Britain: Social Imperialism to the BNP (British History in Perspective)》. New York: Palgrave Macmillan. ISBN 0-333-59923-3.
- Unattributed (March 2008). “Doing the New Right thing by people: An interview with a key organiser for the New Right and National Anarchist movements in Australia”. 《Destiny》 (3). 2015년 6월 2일에 원본 문서 (reprint)에서 보존된 문서. 2012년 12월 8일에 확인함.
- Whine, Michael (January 1999). “Cyberspace: A New Medium for Communication, Command, and Control by Extremists”. 《Studies in Conflict & Terrorism》 22 (3): 231–245. doi:10.1080/105761099265748. 2006년 10월 22일에 원본 문서에서 보존된 문서. 2010년 6월 15일에 확인함.